# Ramaria tsugina
Ramaria tsugina är en svampart som först beskrevs av Peck, och fick sitt nu gällande namn av Marr & D.E. Stuntz 1974. Enligt Catalogue of Life ingår Ramaria tsugina i släktet Ramaria,  och familjen Gomphaceae, men enligt Dyntaxa är tillhörigheten istället släktet Ramaria,  och familjen Ramariaceae. Artens status i Sverige är: Ej påträffad. Inga underarter finns listade i Catalogue of Life.